# Port Louis–Grande Rivière Sud-Est-vasútvonal
A Port Louis–Grande Rivière Sud-Est-vasútvonal egy 49,9 km hosszú, normál nyomtávolságú megszűnt vasútvonal Port Louis és Grande Rivière Sud-Est között Mauritiusban . A vonal normál nyomtávolságú, nem villamosított. 1964-ben zárt be a gazdaságtalan működés miatt.